# 百武江梨
百武江梨（日语：／ Momotake Eri */?，1983年7月2日—）是日本足球教練、已退役女子足球運動員，司職後衛。大學時期曾代表日本出賽2002年FIFA U-19女子世界盃，亦在2003年夏季世界大學運動會幫助日本奪得銀牌。2006年時加盟浦和紅鑽女子隊並效力了4年，最後因膝蓋傷勢退役。退役後赴台灣國立臺灣師範大學進修碩士，留學期間曾代表台灣體院於全國女子甲組足球聯賽出賽，亦為汐止俱樂部、新竹FC於女甲聯賽、木蘭聯賽出賽，此外還於各級中華隊擔任了翻譯及助理教練。2015年正式卸下球員身分並陸續於日本女足青訓系統執教。

## 球員生涯
百武江梨就讀神奈川大學時，代表日本出賽2002年國際足總U-19女子世界盃，亦在2003年夏季世界大學運動會幫助日本奪得銀牌。2006年百武江梨加入了浦和紅鑽女子隊。於浦和紅鑽效力了4年後，百武江梨因膝蓋傷勢而進行第七次開刀，也因此從浦和紅鑽離隊。
離隊後的百武江梨因想到台灣旅行及學習中文，而赴台灣留學並考取了國立臺灣師範大學運動休閒與餐旅管理研究所。在留學期間受到呂桂花及藍美芬的邀請，代表了台灣體院於2010年全國女子甲組足球聯賽出賽。隔年百武江梨則替汐止俱樂部效力並持續到2013年女甲聯賽。2014年，百武江梨則加入了新竹FC並於新創立的台灣木蘭足球聯賽征戰。
百武江梨在台灣時，除了於女甲聯賽、木蘭聯賽踢球外，也多次擔任了各級中華男、女足的翻譯、訓練員及助理教練。

## 教練生涯
2015年，日本職業女子足球乙級聯賽的鴨川FC延攬百武江梨為助理教練，希望能有更多執教經驗的百武江梨因而返日執教並結束了5年的留台生涯。2018年升任總教練並領導鴨川FC獲得日本職業女子足球乙級聯賽第四名的隊史最佳成績。
2019年2月，百武江梨轉任浦和紅鑽U15女子足球隊總教練，且在同年8月3日帶隊贏得日本U15女足錦標賽冠軍，翌年則獲得該賽事亞軍。